# Ylva Lindberg (friidrottare)
Ylva Gudrun Hillevi Lindberg (senare Hedman), född 4 november 1934 i Gävle, är en svensk före detta friidrottare (medeldistans). Hon tävlade ursprungligen för Gävle SGF, gick till IK Huge 1958 och IK Akilles 1961.